# Seiling, Oklahoma
Seiling, Oklahoma (енгл. Seiling) град је у америчкој савезној држави Оклахома.

## Демографија
По попису из 2010. године број становника је 860, што је 15 (-1,7%) становника мање него 2000. године.
| Група             | 2000.       | 2010.       |
| Белци             | 707 (80,8%) | 677 (78,7%) |
| Афроамериканци    | 2 (0,2%)    | 1 (0,1%)    |
| Азијати           | 1 (0,1%)    | 14 (1,6%)   |
| Хиспаноамериканци | 26 (3,0%)   | 32 (3,7%)   |
| Укупно            | 875         | 860         |